# Tatsuya Tsuruta
Tatsuya Tsuruta (japanisch 鶴田 達也 Tsuruta Tatsuya; * 9. September 1982 in der Präfektur Shizuoka) ist ein ehemaliger japanischer Fußballspieler.

## Karriere
Tsuruta erlernte das Fußballspielen in der Jugendmannschaft von Shimizu S-Pulse. Seinen ersten Vertrag unterschrieb er 2001 bei den Shimizu S-Pulse. Der Verein spielte in der höchsten Liga des Landes, der J1 League. 2002 wurde er an den Zweitligisten Ventforet Kofu ausgeliehen. Für den Verein absolvierte er 50 Ligaspiele. 2004 kehrte er zu Shimizu S-Pulse zurück. 2005 wechselte er zum Zweitligisten Ventforet Kofu. Am Ende der Saison 2005 stieg der Verein in die J1 League auf. Am Ende der Saison 2007 stieg der Verein wieder in die J2 League ab. Für den Verein absolvierte er 37 Ligaspiele. 2010 wechselte er zum Ligakonkurrenten Ehime FC. 2011 wechselte er zum Ligakonkurrenten Kataller Toyama. Für den Verein absolvierte er 21 Ligaspiele. Ende 2012 beendete er seine Karriere als Fußballspieler.

## Erfolge
Shimizu S-Pulse
- Kaiserpokal

Sieger: 2001